# Lijst van voetbalinterlands Azerbeidzjan - Bosnië en Herzegovina
Deze lijst van voetbalinterlands is een overzicht van alle officiële voetbalwedstrijden tussen de nationale teams van Azerbeidzjan en Bosnië en Herzegovina. De landen speelden tot op heden een keer tegen elkaar: een vriendschappelijke interland op 1 juni 2008 in Zenica.

## Wedstrijden
| № | Plaats | Datum       | Competitie        | Wedstrijd                            | Uitslag |
| - | ------ | ----------- | ----------------- | ------------------------------------ | ------- |
| 1 | Zenica | 1 juni 2008 | Vriendschappelijk | Bosnië en Herzegovina – Azerbeidzjan | 1 – 0   |

## Samenvatting
| Competitie        | Totaal gespeeld | Winst Azerbeidzjan | Gelijk | Winst Bosnië en Her. | Doelsaldo Azerbeidzjan – Bosnië en Herz. |
| ----------------- | --------------- | ------------------ | ------ | -------------------- | ---------------------------------------- |
| Vriendschappelijk | 1               | 0                  | 0      | 1                    | 0 − 1                                    |
| Totaal            | 1               | 0                  | 0      | 1                    | 0 − 1                                    |

Wedstrijden bepaald door strafschoppen worden, in lijn met de FIFA, als een gelijkspel gerekend.

## Details

### Eerste ontmoeting
| Vriendschappelijk (Zenica, Bosnië en Herzegovina, 1 juni 2008): |       |              |
| Bosnië en Herzegovina                                           | 1 – 0 | Azerbeidzjan |
| Stevo Nikolić 72'                                               | goals |              |